# Castiarina kanangara
Castiarina kanangara es una especie de escarabajo del género Castiarina, familia Buprestidae. Fue descrita científicamente por Barker en 1987.